# Mordellistena pratensis
Mordellistena pratensis är en skalbaggsart som beskrevs av Smith 1883. Mordellistena pratensis ingår i släktet Mordellistena och familjen tornbaggar. Inga underarter finns listade i Catalogue of Life.